# Rauchgaskamin (Ramsbeck)

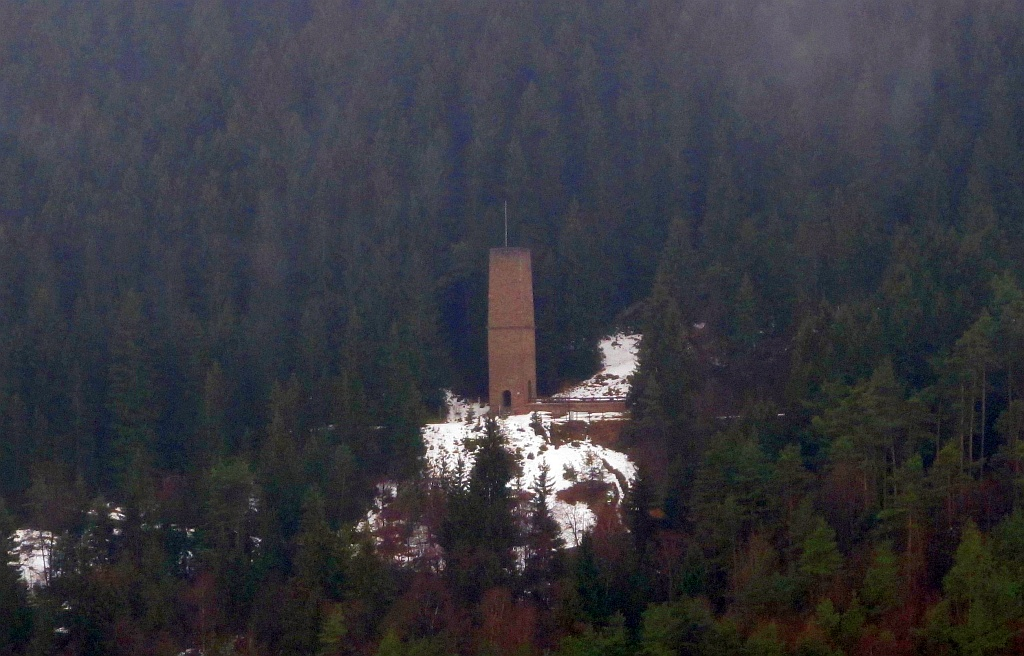
Rauchgaskamin am Bastenberg

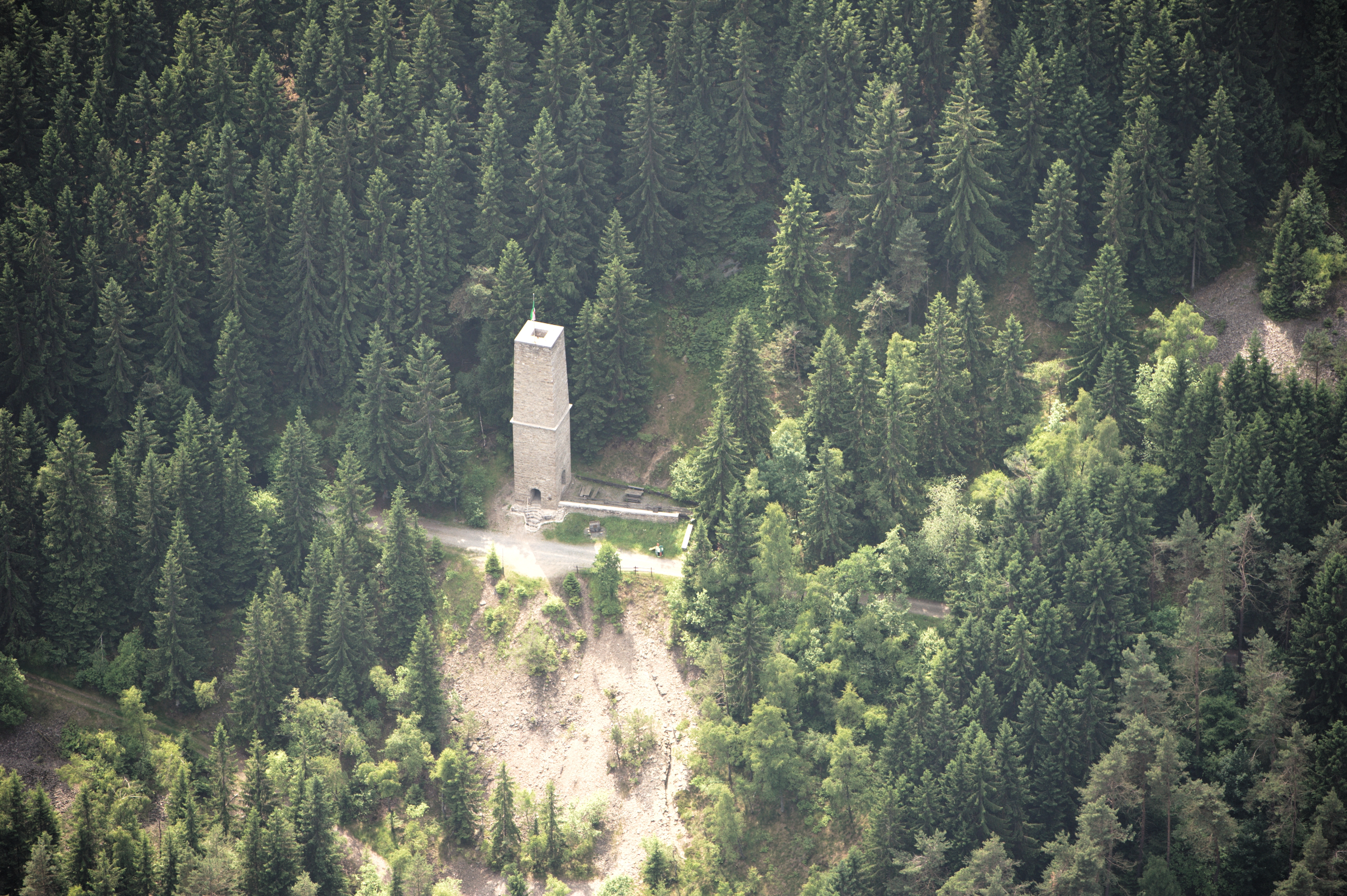
Rauchgaskamin im Sommer

Der Rauchgaskamin ist ein technisches Denkmal am Bastenberg bei Ramsbeck. Es handelt sich um einen hoch über dem Ort stehenden Kamin (Schornstein) der historischen Ramsbecker Bleihütte.

## Geschichte
Im Jahre 1835 erbaute die Ramsbecker Gewerkschaft eine neue Bleihütte. 1854 wurde diese Hütte erweitert und mit einem neu erbauten Rauchgaskamin auf dem Bastenberg verbunden. Der Kamin wurde bis zur Einstellung des Hüttenbetriebs im Jahre 1907 genutzt. Der zeitgleich entstandene ähnliche Rauchgaskamin am Steinberg in Ostwig war im Mai 2011 Denkmal des Monats in Westfalen-Lippe.

## Funktion
Die giftigen Abgase der Ramsbecker Bleihütte schlängelten sich durch einen zum Teil zweizügigen, doppelt ausgeführten, Rauchgaskanal den Bastenberg hinauf, um anschließend durch den Rauchgaskamin in die Erdatmosphäre zu gelangen. Das im Fuchs ausgefallene Bleiweiß wurde gesammelt und als Grundsubstanz zur Farbenherstellung weiterverwendet.

## Beschreibung
Der ca. 20 m hohe, sich nach etwa 10 m Höhe allmählich verjüngende Rauchgaskamin mit quadratischem Querschnitt besteht aus gelbbraunem Schiefermaterial. Der zugehörige Rauchgaskanal ist in Teilen noch erhalten.
In der Sommerzeit wird der Kamin durch eine weithin im Valmetal sichtbare Fahne markiert, in der Weihnachtszeit durch einen beleuchteten Adventsstern. Der Rauchgaskamin liegt am neu geschaffenen Bergbauwanderweg; eine erläuternde Hinweistafel ist angebracht.